# کفرناحوم (فیلم)
کَفَرناحوم (به انگلیسی: Capharnaüm) یک فیلم درام لبنانی به نویسندگی، کارگردانی و بازیگری نادین لبکی محصول ۲۰۱۸ است. ستاره فیلم زین الرافعی در نقش زین الحاجی، پسری ۱۲ ساله است که در زاغه‌ای اطراف بیروت زندگی می‌کند. روایت فیلم به صورت فلاشبک (گذشته نمایی) و با تمرکز بر زندگی زین ساخته شده‌است. کارگردان فیلم نادین لبکی در نقش وکیل زین الحاجی در این فیلم بازی کرده‌است، فیلم‌برداری شده توسط کریستوفر اون انجام شده‌است.

## نام
نام کفرناحوم از روستایی باستانی به عنوان محل زندگی عیسی مسیح به همین نام اقتباس شده است.

## داستان
«زین» پسری ۱۲ ساله در یک خانوادهٔ فقیر و پرجمعیت در بیروت زندگی می‌کند. جوان مغازه‌دار محله، با خواهر ۱۱ سالهٔ زین ازدواج می‌کند. زین که غیرتی بوده، با خانواده درگیر می‌شود و خانه را ترک می‌کند. سپس مادری آفریقایی با بچهٔ شیرخوارش (مهاجران غیرقانونی) را پیدا می‌کند، راحیل و یونس. راحیل زین را به خانه‌اش راه می‌دهد، زین هم از بچهٔ او مراقبت می‌کند. کمی بعد، پلیس متوجه ورود غیرقانونی راحیل می‌شود و او را بازداشت می‌کند؛ زین می‌ماند و یونس.
زین اتفاقی توی بازار از دختری می‌شنود که سوئد کشور رویاهاست، پس برای رفتن به سوئد، شروع به فروش مواد مخدر می‌کند. وقتی پول جمع کرد، یونس را به قاچاقچی می‌فروشد و وقتی برای برداشتن مدارک هویتی و مهاجرت به خانه بازمی‌گردد. آنجا متوجه می‌شود که خواهرش مرده، پس با خشم چاقو را برمی‌دارد و به همسر خواهرش آسیب می‌زند. زین زندانی می‌شود.
در زندان، زین با یک برنامهٔ تلویزیونی تماس می‌گیرد و سرنوشت او، مخاطبان را تحت تأثیر قرار می‌دهد. زین حالا در مرکز توجه رسانه‌هاست. دادگاهی برای زین تشکیل می‌شود. او در دادگاه اعلام می‌کند که «از والدینش شکایت دارد که چرا او را به این دنیا آورده‌اند و یک بچهٔ دیگر نیز در راه دارند.»
در پایان فیلم، قاچاقچیان انسان بازداشت می‌شوند و زین رو به دوربین لبخند می‌زند تا برای گذرنامه‌اش عکس بگیرد.

## تولید
نادین لبکی کارگردان و نویسنده فیلم در مورد اهداف ساخت فیلم گفت:
" این کودکان در پایان هر روز، هزینه‌های گزاف کشمکش‌های ما، جنگ‌های ما، سیستم‌های ما و تصمیمات احمقانه ما و دولت‌ها ی ما را می‌پردازند. من احساس می‌کنم باید در مورد این مشکلات گفتگو کنیم. اگر این کودکان بتوانند حرف‌هایشان را با ما بزنند، چه خواهند گفت؟ به جامعه ای که آنها را نادیده گرفته چه خواهند گفت؟ "
تهیه‌کننده فیلم خالد مزنر (همسر نادین لبکی) برای تأمین هزینه‌های ساخت از وام استفاده کرد و سند خانه خود را به عنوان وثیقه گذاشت. زین الرافعی بازیگر نقش اول که در زمان ساخت فیلم ۱۲ سال دارد، پناهنده ای سوری است که هشت سال در لبنان در زاغه کفرناحوم در اطراف بیروت زندگی کرده‌است و نام شخصیت اصلی فیلم از نام واقعی او الهام گرفته شده‌است. اکثر بازیگران این فیلم تازه‌کار هستند. سازندگان در توضیح دلایل این انتخاب گفتند:
" چون می‌خواستیم یک کشمکش واقعی را به نمایش بگذاریم "

## جوایز

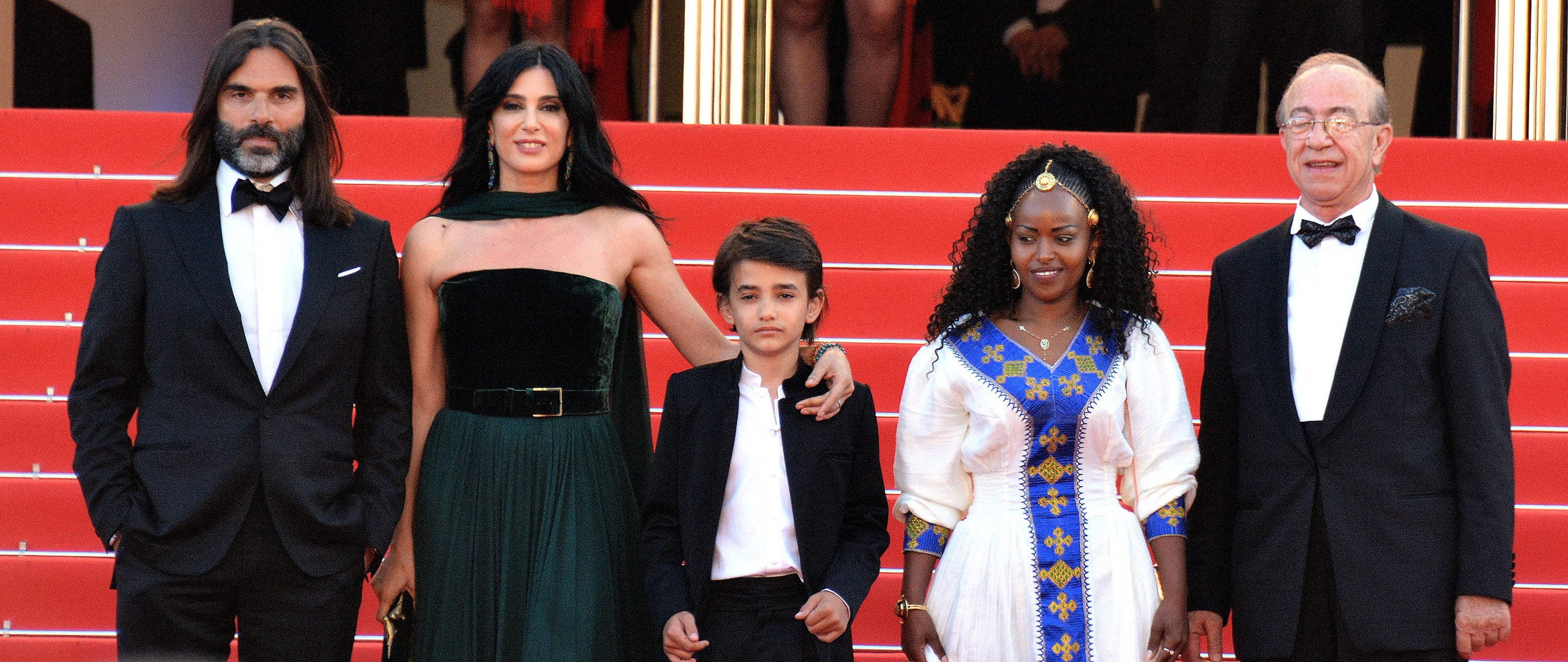
بازیگران کفرناحوم در جشنواره فیلم کن ۲۰۱۸

این فیلم برای رقابت در کسب نخل طلا هفتاد و یکمین جشنواره فیلم کن انتخاب شد که جایزه هیئت داوران جشنواره فیلم کن را از آن خود کرد.
زین الرافعی بازیگر نقش اول فیلم در جشنواره فیلم نیو مکزیکو عنوان بهترین بازیگر جوان و در جشنواره بین‌المللی فیلم آنتالیا عنوان بهترین بازیگر را به دست آورد.
او همچنین در جشنواره فیلم آسیا پاسیفیک برای عنوان بهترین اجرای یک بازیگر کاندید شد.
| جشنواره                                       | نام فارسی                                 | بخش                                | پذیرفته شدگان                                                                        | نتیجه    |
| --------------------------------------------- | ----------------------------------------- | ---------------------------------- | ------------------------------------------------------------------------------------ | -------- |
| Academy Awards                                | جوایز اسکار                               | بهترین فیلم غیر انگلیسی            |                                                                                      | نامزد    |
| Cinema for Peace Foundation                   | سینما برای بنیاد صلح                      | بهترین فیلم سال                    | Nadine Labaki, Khaled Mouzanar, Michel Merkt                                         | برنده    |
| Alliance of Women Film Journalists            | اتحاد زنان خبرنگار فیلم                   | بهترین فیلم غیر انگلیسی            | Nadine Labaki                                                                        | نامزد    |
| Alliance of Women Film Journalists            | اتحاد زنان خبرنگار فیلم                   | بهترین کارگردان زن                 | Nadine Labaki                                                                        | نامزد    |
| Asia Pacific Screen Awards                    | جشنواره فیلم آسیا پاسیفیک                 | بهترین کارگردان                    | Nadine Labaki                                                                        | برنده    |
| Asia Pacific Screen Awards                    | جشنواره فیلم آسیا پاسیفیک                 | بهترین بازیگر                      | Zain Al Rafeea                                                                       | نامزد    |
| British Academy Film Awards                   | بفتا                                      | بهترین فیلم غیر انگلیسی            | Nadine Labaki, Khaled Mouzanar                                                       | نامزد    |
| British Independent Film Awards               | جشنواره فیلم مستقل بریتانیا               | بهترین فیلم مستقل بین‌المللی        | Nadine Labaki, Jihad Hojeily, Michelle Keserwani, Khaled Mouzanar and Michel Merkt   | نامزد    |
| Calgary International Film Festival           | فستیوال بین‌المللی فیلم کلگری              | منتخب تماشاگران برای بهترین داستان | Nadine Labaki                                                                        | برنده    |
| Calgary International Film Festival           | فستیوال بین‌المللی فیلم کلگری              | منتخب تماشاگران                    | Nadine Labaki                                                                        | برنده    |
| Cannes Film Festival                          | جشنواره فیلم کن                           | جایزه هیئت داوران                  | Nadine Labaki                                                                        | برنده    |
| Cannes Film Festival                          | جشنواره فیلم کن                           | جایزه هیئت داوران - بین‌الملل       | Nadine Labaki                                                                        | برنده    |
| César Award                                   | جشنواره سزار                              | بهترین فیلم غیر انگلیسی            |                                                                                      | نامزد    |
| Chicago Film Critics Association              | اتحادیه منتقدان فیلم شیکاگو               | بهترین فیلم غیر انگلیسی            |                                                                                      | نامزد    |
| Critics' Choice Movie Awards                  | برگزیده منتقدان                           | بهترین فیلم غیر انگلیسی            |                                                                                      | نامزد    |
| FICFA                                         | جشنواره فرانکفون                          | بهترین فیلم غیر انگلیسی            | Nadine Labaki                                                                        | برنده    |
| FICFA                                         | جشنواره فرانکفون                          | منتخب تماشاگران                    | Nadine Labaki                                                                        | برنده    |
| Film Fest Gent                                | جشنواره فلاندر گنت                        | منتخب تماشاگران                    | Nadine Labaki                                                                        | برنده    |
| Globes de Cristal Awards                      | کریستال گلوب                              | بهترین فیلم غیر انگلیسی            | Nadine Labaki                                                                        | نامزد    |
| Golden Globes                                 | گلدن گلوب                                 | بهترین فیلم غیر انگلیسی            |                                                                                      | نامزد    |
| International Antalya Film Festival           | جشنواره بین‌المللی فیلم آنتالیا            | بهترین بازیگر                      | Zain Al Rafeea                                                                       | برنده    |
| International Antalya Film Festival           | جشنواره بین‌المللی فیلم آنتالیا            | جایزه هیئت داوران - بخش جوانان     | Nadine Labaki                                                                        | برنده    |
| International Film Festival Rotterdam         | جشنواره بین‌المللی فیلم روتردام            | منتخب تماشاگران                    | Nadine Labaki                                                                        | برنده    |
| Leeds International Film Festival             | جشنواره بین‌المللی فیلم لیدز               | منتخب تماشاگران برای بهترین داستان | Nadine Labaki                                                                        | برنده    |
| Melbourne International Film Festival         | جشنواره بین‌المللی فیلم ملبورن             | منتخب تماشاگران                    | Nadine Labaki                                                                        | برنده    |
| Miami International Film Festival             | جشنواره بین‌المللی فیلم میامی              | منتخب تماشاگران                    | Nadine Labaki                                                                        | برنده    |
| Mill Valley Film Festival                     | جشنواره فیلم میل والی                     | منتخب تماشاگران                    | Nadine Labaki                                                                        | برنده    |
| Norwegian International Film Festival         | جشنواره بین‌المللی فیلم نروژ               | منتخب تماشاگران                    | Nadine Labaki                                                                        | برنده    |
| San Diego Film Critics Society                | جامعه منتقدان سن دیاگو                    | بهترین فیلم غیر انگلیسی            |                                                                                      | حضور     |
| San Sebastián International Film Festival     | جشنواره بین‌المللی فیلم سن سباستین         | منتخب تماشاگران                    | Nadine Labaki                                                                        | مقام دوم |
| São Paulo International Film Festival         | جشنواره بین‌المللی فیلم سائو پالو          | منتخب تماشاگران                    | Nadine Labaki                                                                        | برنده    |
| Sarajevo Film Festival                        | جشنواره فیلم سارایوو                      | منتخب تماشاگران                    | Nadine Labaki                                                                        | برنده    |
| St. Louis Film Critics Association            | اتحادیه منتقدان فیلم اس تی لوئیس          | بهترین فیلم غیر انگلیسی            |                                                                                      | نامزد    |
| St. Louis International Film Festival         | جشنواره بین‌المللی فیلم ای تی لوئیس        | بهترین فیلم ببن الملل              | Nadine Labaki                                                                        | برنده    |
| Stockholm International Film Festival         | جشنواره بین‌المللی فیلم استکهلم            | بهترین فیلم نامه                   | Nadine Labaki, Jihad Hojeily, Michelle Keserwany, Georges Kabbaz and Khaled Mouzanar | برنده    |
| Stockholm International Film Festival         | جشنواره بین‌المللی فیلم استکهلم            | منتخب تماشاگران                    | Nadine Labaki                                                                        | برنده    |
| Washington D.C. Area Film Critics Association | اتحادیه منتقدان فیلم منطقه واشینگتن دی سی | بهترین فیلم غیر انگلیسی            |                                                                                      | نامزد    |